# Wilcza zamieć
Wilcza zamieć – opowiadanie fantasy Jarosława Grzędowicza z 2005. Zostało dobrze przyjęte przez krytyków i czytelników, i zdobyło Nagrodę im. Janusza A. Zajdla. Swoją treścią nawiązuje do nordyckiej mitologii oraz II wojny światowej.

## Historia wydań
Po raz pierwszy ukazało się w antologii Deszcze niespokojne z 2005 r. Trzy lata później, w 2008, ukazało się w zbiorze Wypychacz zwierząt. 

## Fabuła
Opowiadanie Wilcza zamieć łączy wątki mitologii nordyckiej i Kriegsmarine w konwencji nazistowskiego okultyzmu; jest to opowieść o niemieckiej łodzi podwodnej (U-boocie), która pod koniec IIWŚ otrzymuje misje nawiązania kontaktu ze skandynawskim zaświatem

## Odbiór i analiza
Opowiadanie zostało dobrze przyjęte przez recenzentów. W 2005 w recenzji antologii Deszcze niespokojne w „Nowej Fantastyce” Maciej Parowski uznał to opowiadanie za najlepsze w tym zbiorze, zwracając uwagę na "drobiazgowo odtworzoną codzienność U-Boota". Podobnie za najlepsze w tym zbiorze opowiadanie uznał Konrad Wągrowski, recenzując je w tym roku dla Esensji; Wągrowski poprawianie przewidział jego sukces, nazywając "głównym kandydatem do przyszłorocznego Zajdla" (opowiadanie nagrodę zdobyło). Wągrowski opowiadanie uznał za podobne do opowiadania Davida Brina „Thor spotyka Kapitana Amerykę” (1986), które także wykorzystało motyw łączący "hitleryzm z mitologią germańską i panteonem ich bogów", jednak zauważając znaczące różnice w fabule. Recenzent uznał także opowiadanie za "świetny pomysłem na polski film fantastyczny", równocześnie oceniając szansę na realizację takiego projektu jako niewielkie, krytykując polski przemysł filmowy za brak zainteresowania ambitnymi historiami. Joanna Kończak pisząc recenzję antologii dla portalu Rynek książki także zaliczyła utwór do najlepszych w książce, pisząc o Wilczej zamieci, że jest to "świetnie pomyślana historia... z dobrze stopniowanym napięciem i mocnym zakończeniem".
Kolejne recenzje pojawiły się po wznowieniu opowiadania w Wypychaczu zwierząt trzy lata później. Adam Florczyk dla portalu Paradoks napisał, że jest ono "świetne zgranie... wydawałoby się nieprzystających elementów" - połączenie realistycznego opisu życia na łodzi podwodnej, psychologiczne przedstawienie zdemoralizowanej załogi niemieckiej, skontrastowane z humorystycznym przedstawieniem nordyckich bóstw, dające "piorunujący efekt". Agnieszka Szady pisząc dla fanzinu Esensja chwaliła postać głównego bohatera ("autor ma talent do kreowania postaci mężczyzn... o realistycznych zachowaniach i motywacjach, które sprawiają, że czytelnik angażuje się w ich losy bez reszty"), konstrukcję opowiadania ("pisarz zręcznie buduje napięcie i stopniowo odsłania przed czytelnikiem sekrety akcji"), a także tło ("niezwykle plastycznie, filmowo wręcz oddany obraz życia i walki na łodzi podwodnej"). W tym samym fanzinie Jakub Gałka docenił nastrój ("lovecraftowski"), bohaterów, fabułę, dobrze użyty fachowy żargon, i "refleksje o postawach wobec wojny", krytykując jednak "kiepsko rozstrzygnięty finał"; opowiadanie uznał za słabszą wersję opowiadania Brina”. Z kolei Jan Bodakowski pisząc dla portalu Salon24.pl (kilka lat później) dostrzegł nawiązania do komiku Thorgal. Bartosz Szczyżański dla portalu Polter pochwalił je jako "zadziwiające, ale i fascynujące", także zwracając uwagę na "perfekcyjne przygotowanie pisarza" pod kątem marynistyki, militariów i mitologii. Także dla Poltera Michał Sołtysiak, pisząc o opowaidaniu, że jest to zgrabna opowieść wojenna i "majstersztyk". Robert Ziębiński w "Newsweeku" opowiadanie uznał za "wciągającą, fantastyczną wariację na temat słynnego "Okrętu" Lothara-Günthera Buchheima".
Kilkanaście lat po swojej pierwszej opinii, w 2021, Parowski ponownie pochwalił Wilczą zamieć, pisząc, że jest to opowiadanie klimatyczne, w którym "warstwa marynistyczna imponowała znawstwem, mitologiczna przerażała".